# Puente del Congosto (kommunhuvudort)
Puente del Congosto är en kommunhuvudort i Spanien.   Den ligger i provinsen Provincia de Salamanca och regionen Kastilien och Leon, i den centrala delen av landet, 150 km väster om huvudstaden Madrid. Puente del Congosto ligger 942 meter över havet och antalet invånare är 270.
Terrängen runt Puente del Congosto är varierad. Puente del Congosto ligger nere i en dal. Runt Puente del Congosto är det glesbefolkat, med 13 invånare per kvadratkilometer. Närmaste större samhälle är Guijuelo, 14,3 km nordväst om Puente del Congosto. Omgivningarna runt Puente del Congosto är huvudsakligen savann.